# Entedon occidentalis
Entedon occidentalis är en stekelart som beskrevs av Girault 1916. Entedon occidentalis ingår i släktet Entedon och familjen finglanssteklar. Inga underarter finns listade i Catalogue of Life.